# 夜行雲 (漫画)
『夜行雲』（やこううん）は、華不魅による日本のSF漫画作品。角川書店『月刊ファンタジーDX』（1994年、1996年、1998年）に不定期に掲載されていた。単行本は全3巻。

## あらすじ
吸血鬼・採火は、通り魔事件をきっかけに拝み屋の龍姫と知り会い、関わりを持っていく。

## 登場人物
採火（サイカ）
主人公。吸血鬼。夜のバイトで生活費を稼ぎ、輸血用の血液を吸って平穏に暮らしていた。
元（人間の時）はイギリス人とのハーフ。
八藤丸龍姫
拝み屋（陰陽師）。四神（青龍・白虎・朱雀・玄武）や式神を使う。
四神
青龍
竜王の血を引く天竜。四神の中では一番若く、龍姫に憧れて空いていた青龍の位置に勝手に居座った。
朱雀
元は天界の文官。火食い。
白虎
どちらかと言うとむしろ化け猫。妖など腐乱死体が好きな悪食。元羅刹女。
玄武
マイペースな破壊魔王。元六天魔王。

## 既刊
あすかコミックスDX 角川書店
1. 1996年8月1日 ISBN 4-04-852709-6
2. 1998年6月1日 ISBN 4-04-852920-X
3. 1998年8月1日 ISBN 4-04-852975-7